# Mister Pizza
Mister Pizza é uma rede de pizzaria brasileira, que opera no sistema de franquias. Foi a primeira rede brasileira de franquia, feita nos moldes do mercado estadunidense, iniciada em 1982.

## História
A empresa foi fundada em 1981 por profissionais na área de turismo nacional e internacional: Mayer Ambar, Luiz Ambar, Álvaro Feio, o estadunidense Charles Saba e Carlos Galvão. Em 1987, a marca foi adquirida pelo franqueado majoritário.
Sediada no Rio de Janeiro, tem dezenas de unidades franqueadas e próprias, distribuídas em diversos estados brasileiros e sua primeira franquia foi em 1983, em Brasília.